# 青山一丁目駅
青山一丁目駅（あおやまいっちょうめえき）は、東京都港区にある、東京地下鉄（東京メトロ）・東京都交通局（都営地下鉄）の駅。
東京メトロの銀座線と半蔵門線、都営地下鉄の大江戸線が乗り入れており、接続駅となっている。各路線とも駅番号が付与されており、銀座線がG 04、半蔵門線がZ 03、大江戸線がE 24。

## 歴史
- 1938年（昭和13年）11月18日：東京高速鉄道の駅として開業。
- 1941年（昭和16年）9月1日：東京高速鉄道は再編により帝都高速度交通営団（営団地下鉄）へ経営を譲渡。
- 1954年（昭和29年）8月27日：銀座線の駅拡張工事が決定[2]。
- 1955年（昭和30年）5月1日：銀座線輸送力増強に伴い運行開始となった4両編成の浅草方1両を締切扱いとする[2]。
- 1957年（昭和32年）5月1日：銀座線ホームが6両対応に延長され締切扱いがなくなる[3]。
- 1978年（昭和53年）8月1日：半蔵門線の駅が開業[4]。
- 1979年（昭和54年）9月21日：半蔵門線が永田町駅まで開業、当駅は中間駅となる[4]。ただし、永田町駅には折り返し設備がなく、同駅まではB線（現在の渋谷方面行き）のみを使用した変則な単線運転を行っていた[5]（後述）。
- 1982年（昭和57年）12月9日：半蔵門線が半蔵門駅まで開業、当駅 - 半蔵門駅間が複線運転となる。
- 2000年（平成12年）12月12日：都営地下鉄大江戸線の駅が開業し、現在の形態となる。
- 2004年（平成16年）4月1日：帝都高速度交通営団（営団地下鉄）民営化に伴い、銀座線・半蔵門線の駅は東京地下鉄（東京メトロ）に継承される[6]。
- 2007年（平成19年）3月18日：ICカード「PASMO」の利用が可能となる[7]。
- 2016年（平成28年）
  - 3月26日：東京メトロと都営地下鉄との改札通過サービスを実施[8][9]。
  - 4月1日：都営地下鉄の管区制実施に伴い、大江戸線は大門駅務管理所から大門駅務管区管轄となる。同時に青山駅務区が設置され、大門駅務区から六本木駅 - 代々木駅間が移管される。
  - 8月15日：銀座線ホームで盲導犬を連れてホームを歩いていた視覚障害者の男性が、ホームから線路に転落し、電車に轢かれ死亡する事故が発生[10][注 1]。
- 2018年（平成30年）
  - 8月30日：銀座線ホームに発車メロディを導入。
  - 9月8日：半蔵門線ホームに発車メロディを導入[11]。
- 2021年（令和3年）7月16日 - 9月30日：2020年東京オリンピック・パラリンピック開催に伴い、都営地下鉄の駅において副名称「オリンピックスタジアム」および特別接近メロディ（『Make The Beat!』プロジェクトの「2020ビート」のアレンジ）を期間限定で使用[12]。

### 駅名の由来
銀座線を建設した東京高速鉄道が、駅を設置した当時の町名である赤坂区青山南町一丁目（現・港区南青山一丁目）ならびに青山北町一丁目（現・港区北青山一丁目）より採ったもの。青山南町と北町の境界は地下鉄が走っている青山通りであった。
駅名は「青山一丁目」だが、歴史上「青山」という町名が存在したことはない。ただし、駅上に位置する青山通りと外苑東通りの交差点は当駅の開業以前から「青山一丁目」を名乗っていたこともあり、正式町名ではないものの、附近一帯はかねてから「青山一丁目」と呼ばれている。

## 駅構造
半蔵門線ホームと大江戸線ホームの間には連絡改札口（都営管轄）がある。また、銀座線から大江戸線への改札内乗り換えは半蔵門線ホーム経由となる。半蔵門線ホームでの乗り換え案内の標識も都営仕様のものが設置されている。

### 東京メトロ
銀座線は相対式ホーム2面2線、半蔵門線は島式ホーム1面2線を有する地下駅である。銀座線の構築が道路の片側に寄っていることと高低差の都合から、隣の表参道駅とは異なり方向別配線（同一方向ホーム）とはなっていない。半蔵門線建設時、大江戸線がさらに地下を通ることが計画されていたため、交差部の防護工として 外径76 mm、長さ1.5 mの注入管245本を半蔵門線駅構築の下部に埋め込んでいた。
青山通りの地下に2路線が通っているが、同一フロアにホームがある表参道駅とは異なり、銀座線は地下1階、半蔵門線は地下2階にホームがある。銀座線渋谷方面改札口付近には野見山暁治原画・監修のステンドグラスのパブリックアート「みんな友だち」が展示されている（2020年10月16日に日本交通文化協会が設置）。
半蔵門線の部分開業について
- 半蔵門線の開業当初、当駅の押上寄りにはA線（押上方面行き）からB線（渋谷方面行き）に入る仮設の片渡り線が設置されていた[16]。渡り線を配置する関係から、駅ホームは当初計画の210 mよりも短い180 m長とされていた[15]。これは渋谷 - 当駅までの部分開業時と永田町駅単線開業時の折り返し用として使用されていたものである[16]。永田町駅延伸開業時は折り返し設備がなく、当駅の片渡り線を使用してB線線路（現在の渋谷方面行き）のみを使用した単線運転を行っていた[5]。このため、朝夕ラッシュ時は当駅折り返しと永田町行きが交互に運転され（朝ラッシュ時4分間隔（半数が当駅折り返し。永田町行きは8分間隔）、夕ラッシュ時5分間隔（半数が当駅折り返し。永田町行きは10分間隔））、日中時間帯（7分30秒間隔）よりも運転間隔が開く変則なダイヤであった[19][20]。ただし、1982年12月の半蔵門駅延伸開業後は複線運転となり[19]、片渡り線は撤去されて保線車両留置用の可動式横取り装置が設置された[21]。

#### のりば
| 番線                      | 路線     | 行先                                     |
| ------------------------- | -------- | ---------------------------------------- |
| 銀座線ホーム（地下1階）   |          |                                          |
| 1                         | 銀座線   | 渋谷方面                                 |
| 2                         | 銀座線   | 浅草方面                                 |
| 半蔵門線ホーム（地下2階） |          |                                          |
| 3                         | 半蔵門線 | 渋谷・長津田・中央林間方面               |
| 4                         | 半蔵門線 | 押上〈スカイツリー前〉・久喜・南栗橋方面 |

（出典：東京メトロ:構内図）
- 土休日の半蔵門線渋谷方面からの最終電車は当駅終着である。客扱い後は留置のため半蔵門駅へ回送される。
- 3番線ホーム永田町寄りの壁面にはディスプレイが設置され、常時東京メトロのCMが無音声で放映されている。

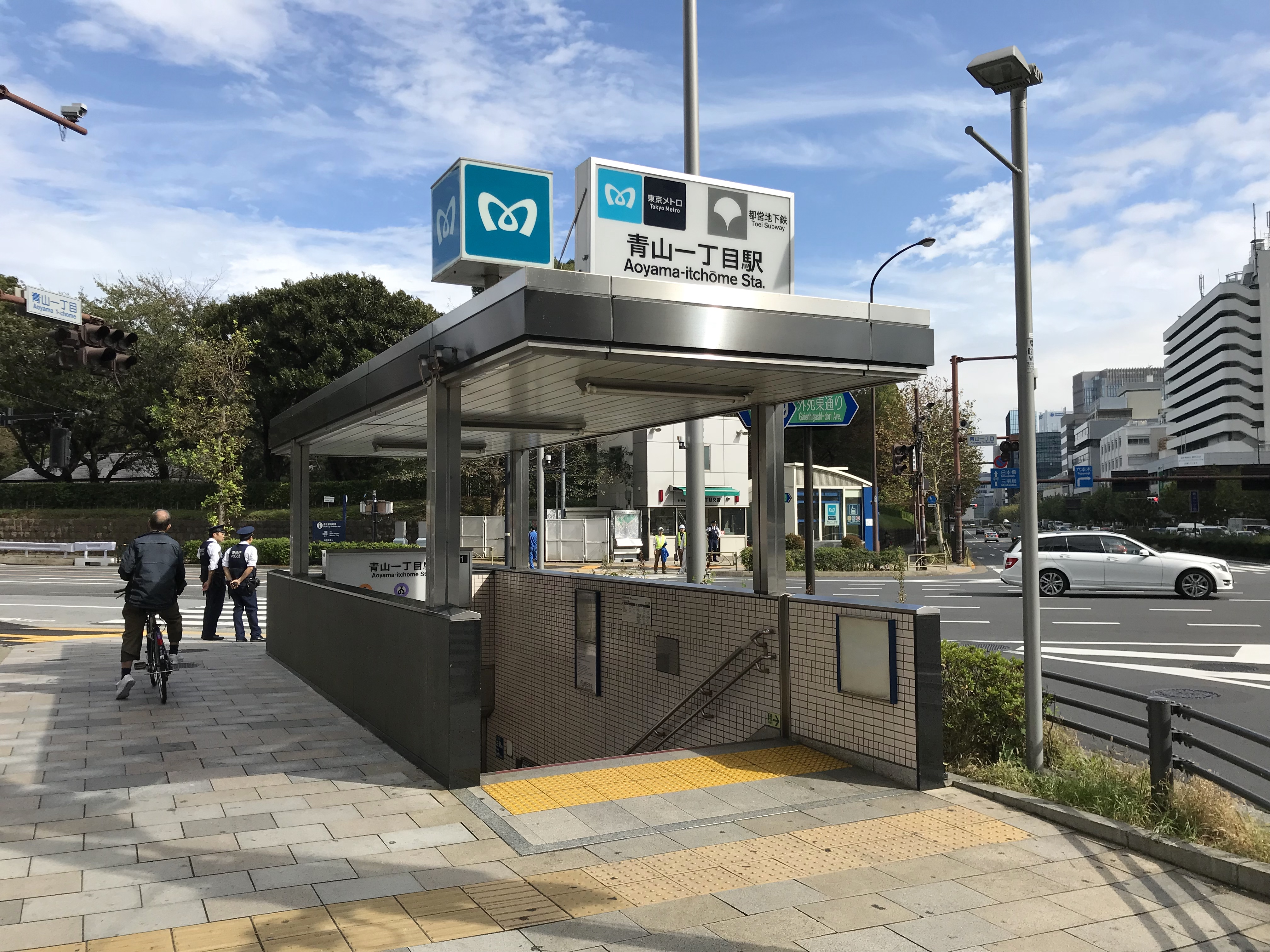
リニューアル前の1番出入口（2018年10月）
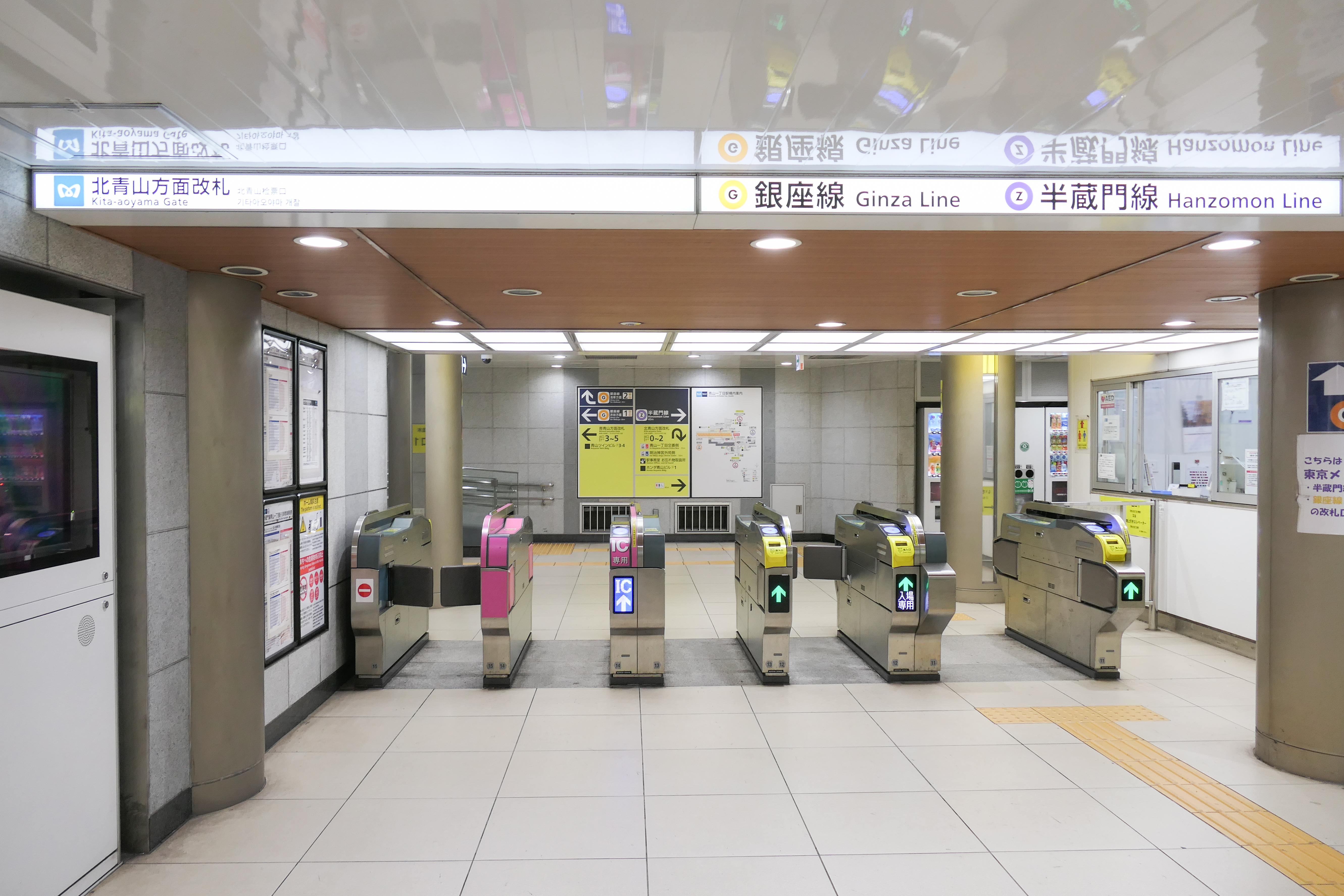
東京メトロ・北青山方面改札（2022年11月）
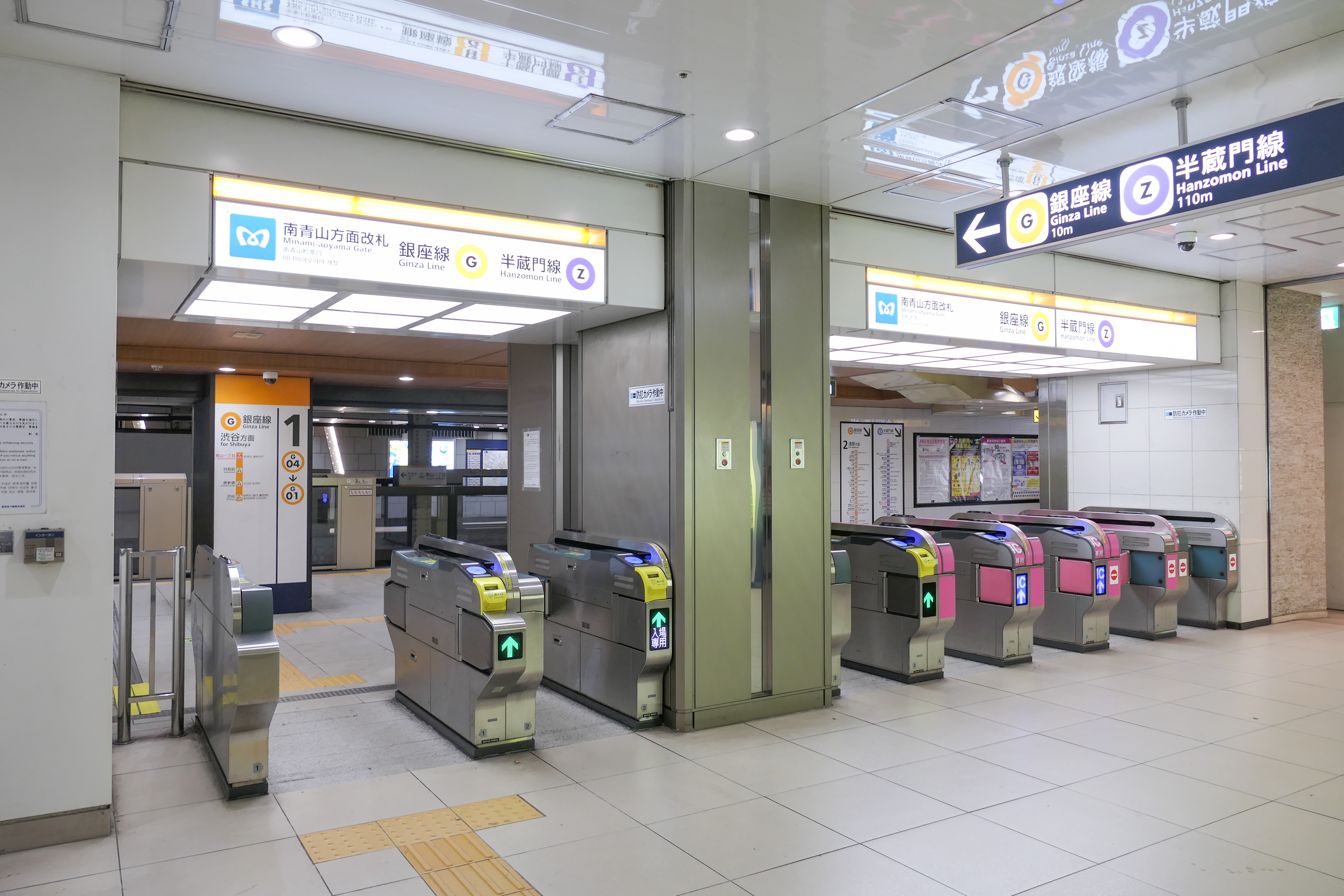
東京メトロ・南青山方面改札（2022年11月）
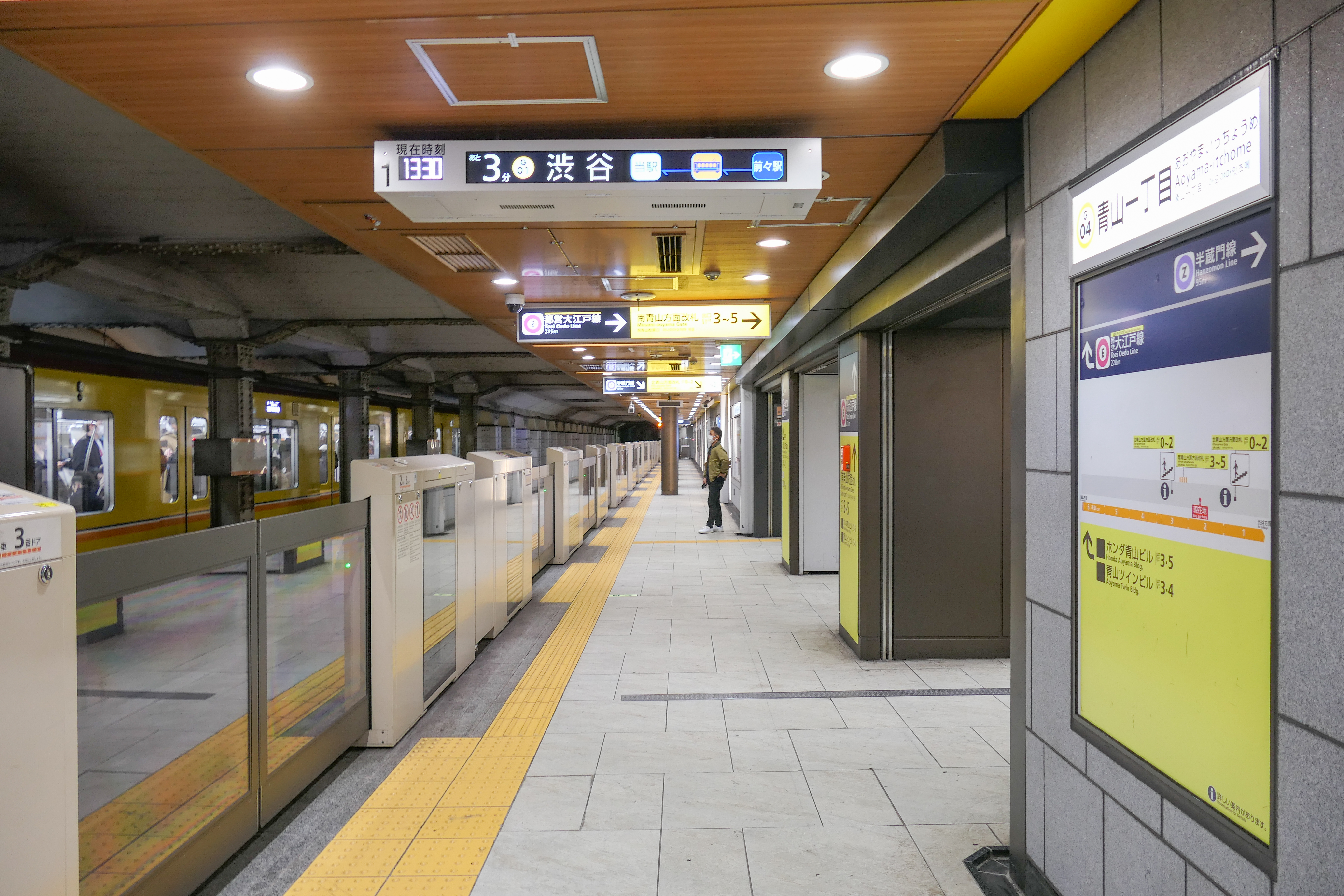
銀座線1番線ホーム（2022年12月）
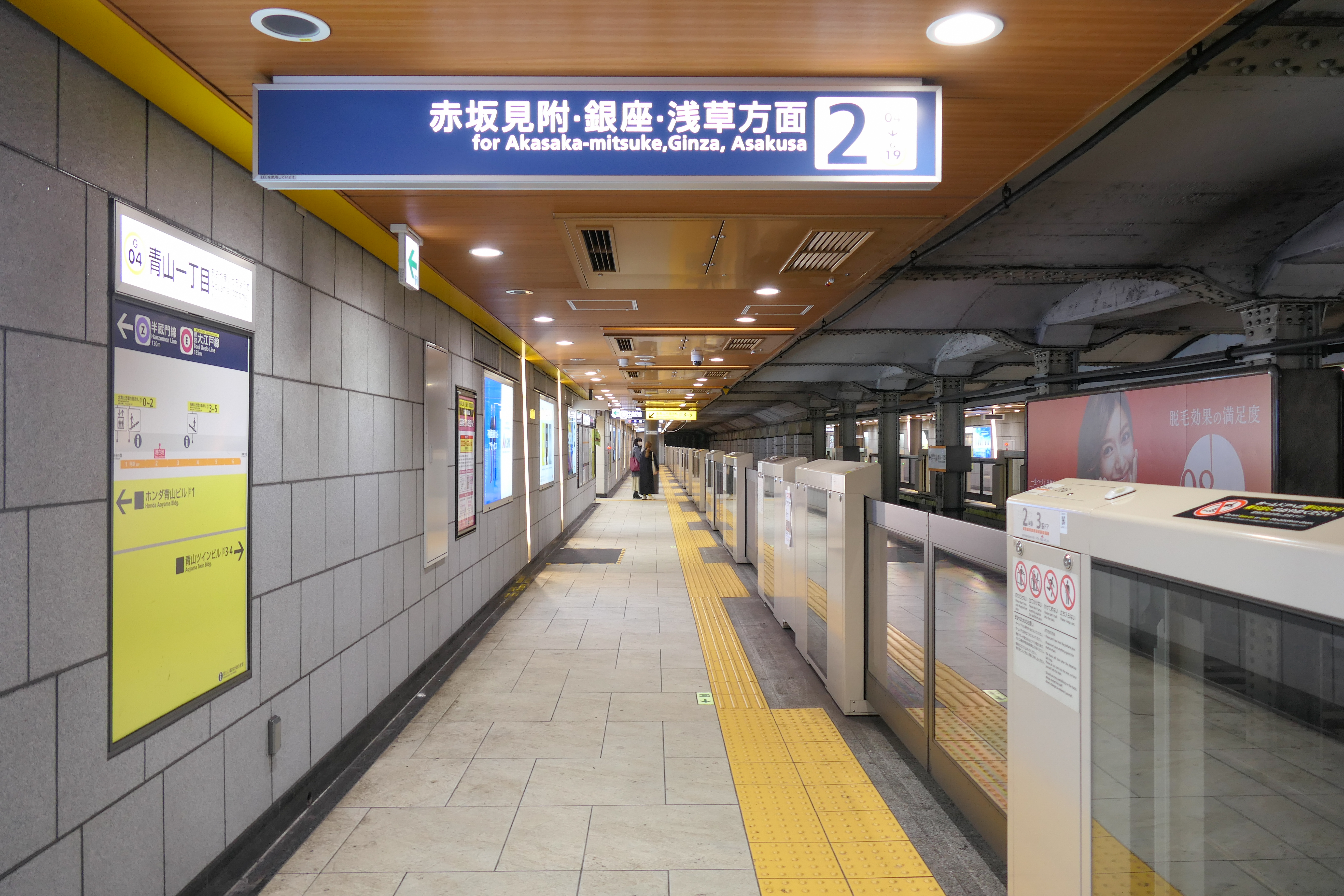
銀座線2番線ホーム（2022年12月）
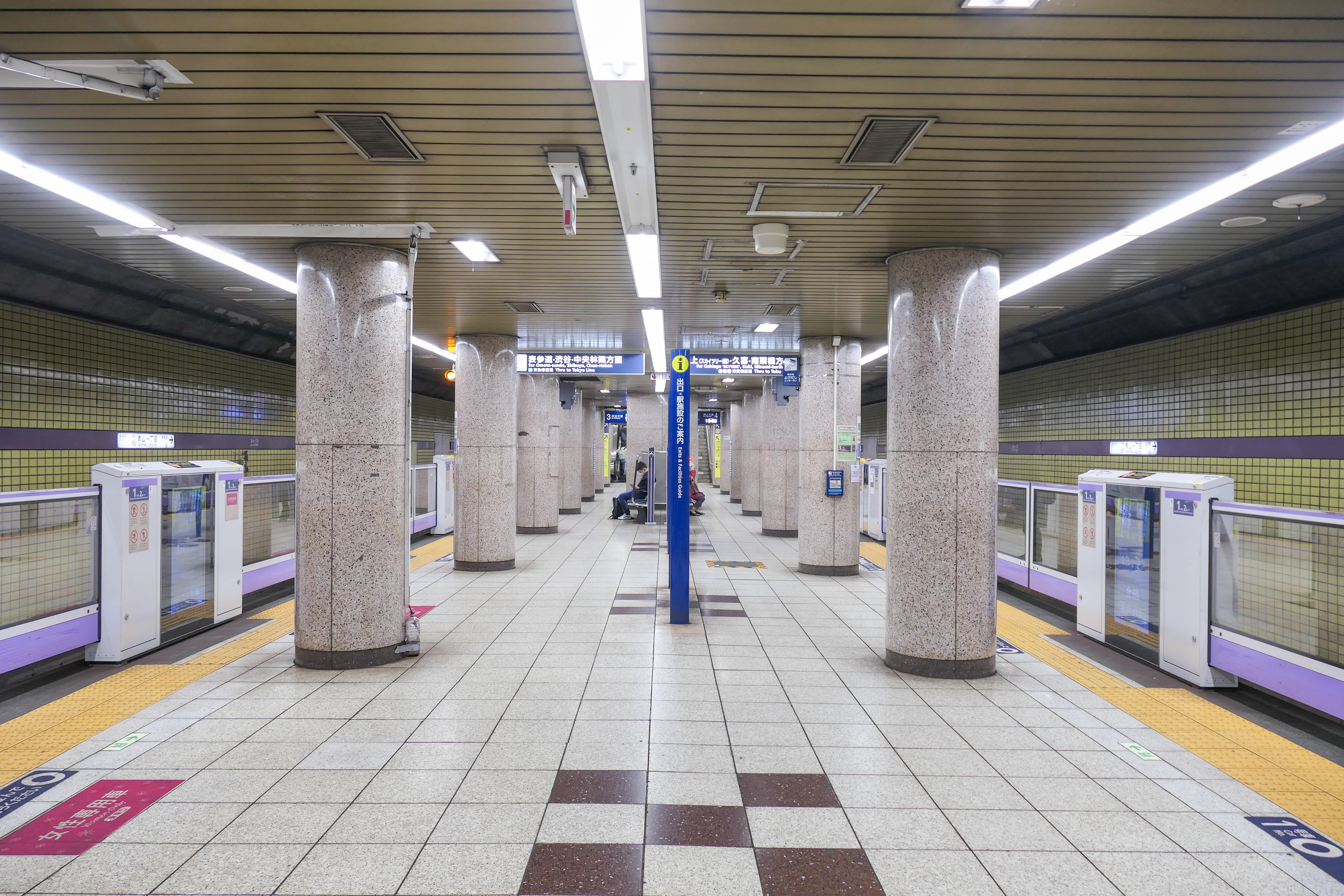
半蔵門線3・4番線ホーム（2022年12月）

#### 発車メロディ
全ホームでスイッチ制作の発車メロディ（発車サイン音）を使用している。
| 番線 | 路線     | 曲名           | 作曲者   |
| ---- | -------- | -------------- | -------- |
| 1    | 銀座線   | いつかきっと   | 塩塚博   |
| 2    | 銀座線   | コンシェルジュ | 福嶋尚哉 |
| 3    | 半蔵門線 | サヴァラン     | 福嶋尚哉 |
| 4    | 半蔵門線 | 朝陽のシャワー | 塩塚博   |

### 東京都交通局
島式ホーム1面2線を有する地下駅である。
大門駅務管区青山駅務区の所在駅であり、大江戸線六本木駅 - 代々木駅間を管理する。
かつては北青山方面改札前に定期券発売所が設置されていたが、後に閉鎖され、自動券売機ブースに併設して自動定期券発売機が設置された。定期券発売所の跡地には、2007年3月30日にナチュラルローソンが開業したが、現在はファミリーマートとなっている。

#### のりば
| 番線 | 路線         | 行先               |
| ---- | ------------ | ------------------ |
| 1    | 都営大江戸線 | 六本木・大門方面   |
| 2    | 都営大江戸線 | 都庁前・光が丘方面 |

（出典：都営地下鉄:駅構内図）

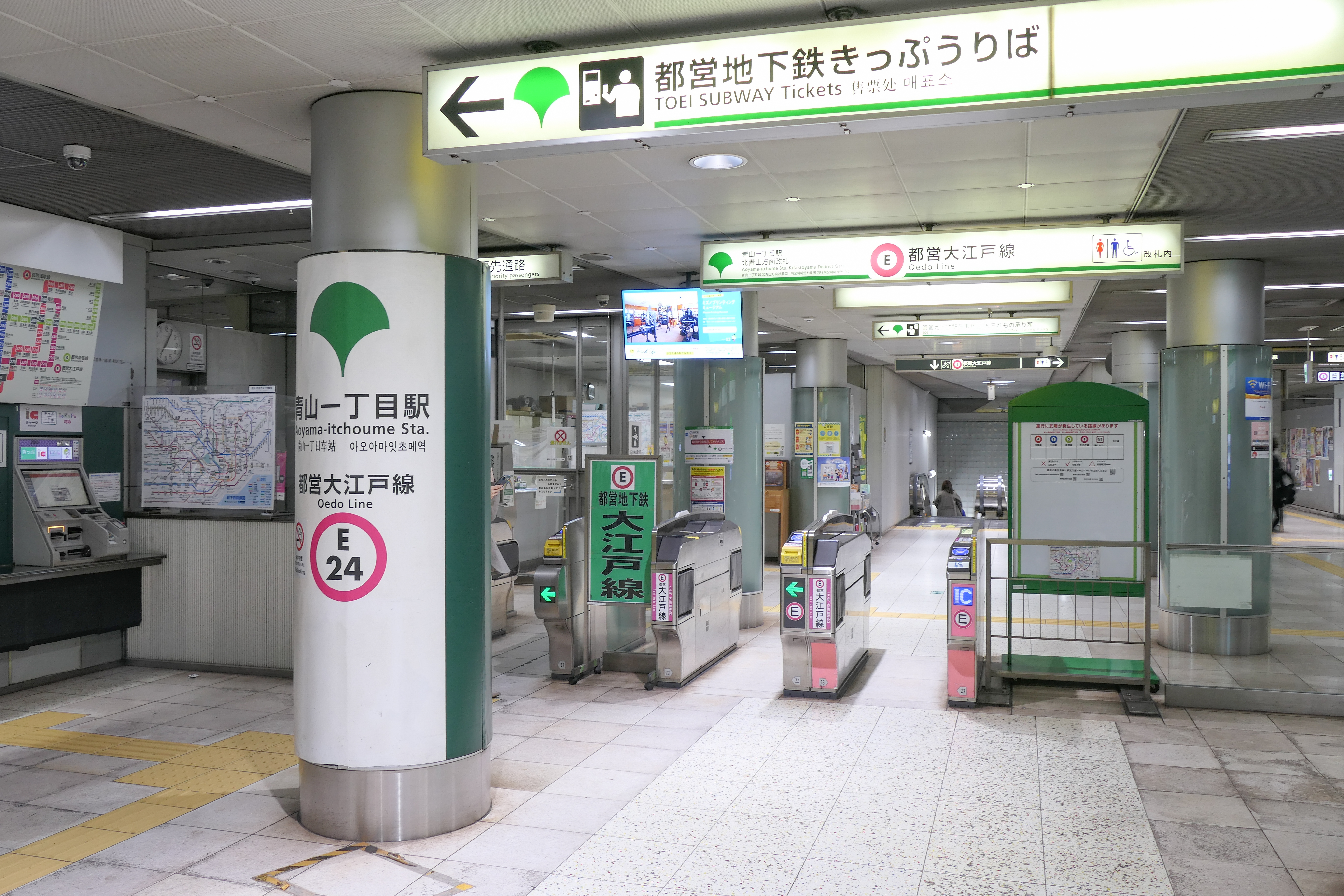
都営・北青山方面改札（2022年11月）
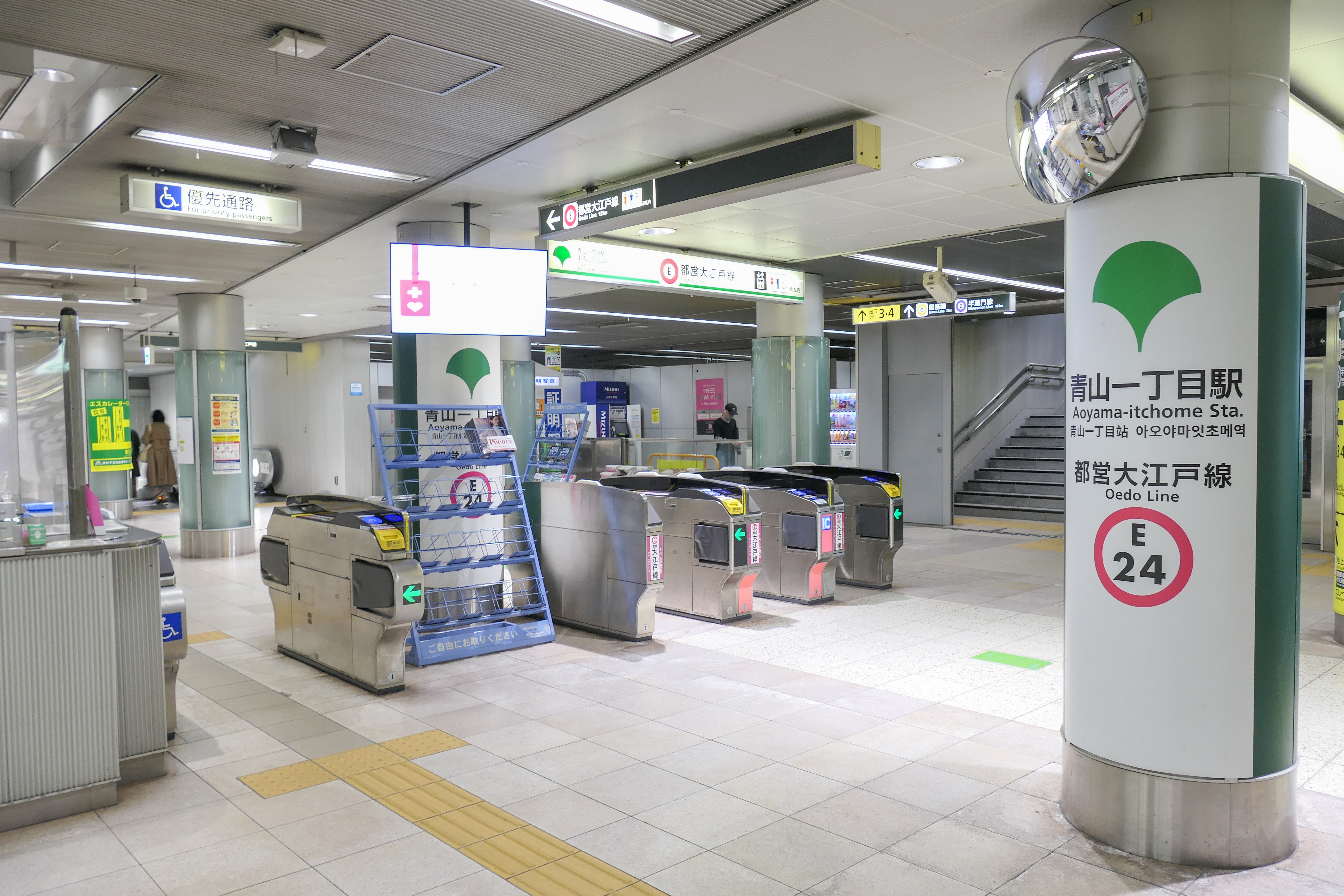
都営・南青山方面改札（2022年11月）
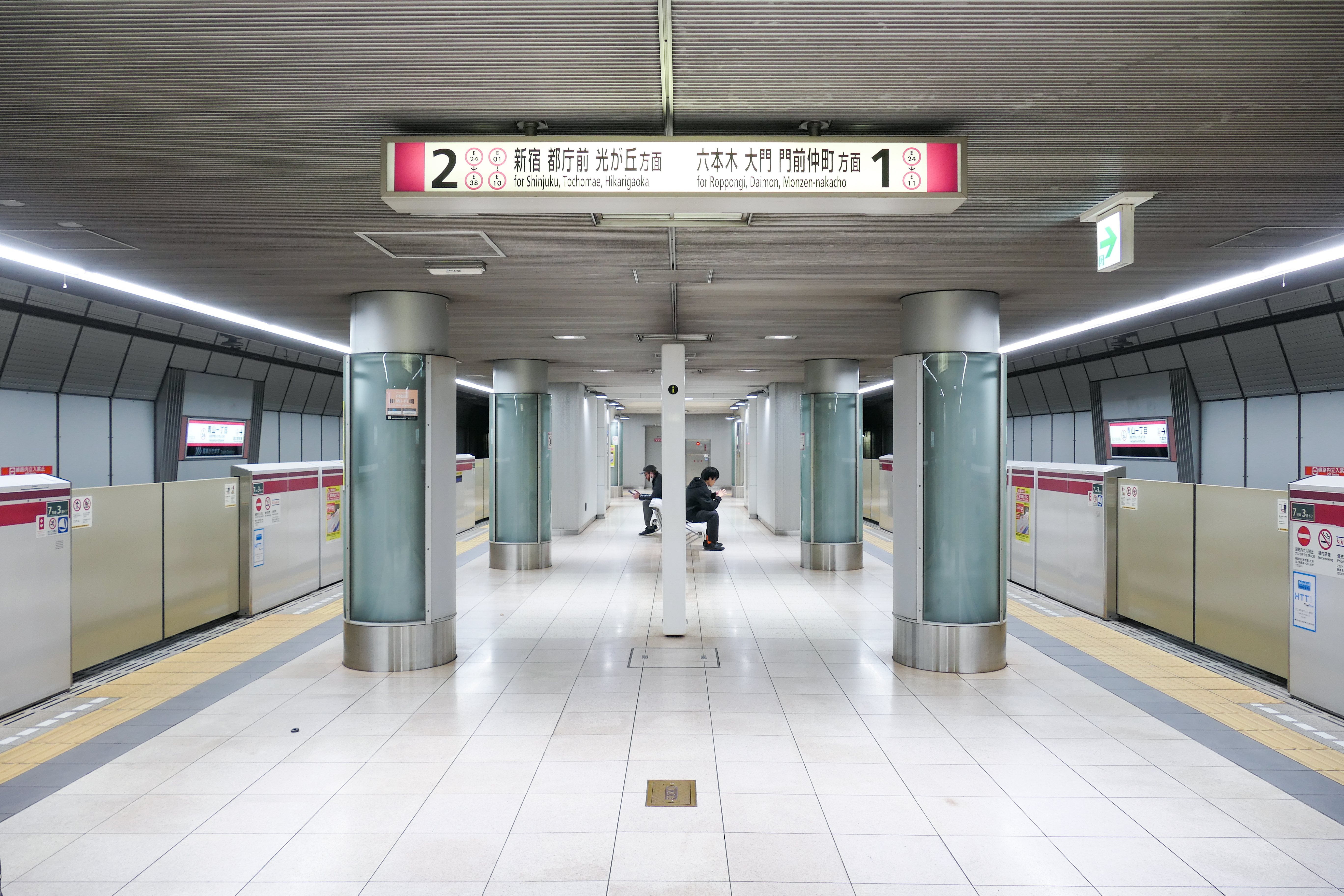
大江戸線1・2番線ホーム（2022年11月）

## 利用状況
- 東京メトロ - 2024年度の1日平均乗降人員は100,057人である[メトロ 1]。
東京メトロ全130駅中八丁堀駅に次いで第35位。この値は銀座線⇔半蔵門線間の乗換人員を含まない。
  - 銀座線⇔半蔵門線間の乗換人員を含んだ、2019年度の路線別1日平均乗降人員は以下の通りである[* 1]。
    - 銀座線 - 64,922人 - 銀座線全19駅中第13位。
    - 半蔵門線 - 71,046人 - 半蔵門線全14駅中第12位。
- 都営地下鉄 - 2023年度の1日平均乗降人員は64,794人（乗車人員：32,744人、降車人員：32,050人）である[都交 1]。
開業当初の乗車人員の見込みは、50,000人であった[26]。

### 年度別1日平均乗降人員
近年の1日平均乗降人員の推移は下表の通り。
| 年度               | 東京メトロ       | 東京メトロ | 都営地下鉄       | 都営地下鉄 |
| 年度               | 1日平均 乗降人員 | 増加率     | 1日平均 乗降人員 | 増加率     |
| ------------------ | ---------------- | ---------- | ---------------- | ---------- |
| 2003年（平成15年） |                  |            | 56,252           | 10.5%      |
| 2004年（平成16年） | 89,257           |            | 57,625           | 2.4%       |
| 2005年（平成17年） |                  |            | 60,396           | 4.8%       |
| 2006年（平成18年） | 95,442           |            | 63,706           | 5.5%       |
| 2007年（平成19年） | 103,589          | 8.5%       | 69,446           | 9.0%       |
| 2008年（平成20年） | 104,865          | 1.2%       | 67,889           | −2.2%      |
| 2009年（平成21年） | 101,080          | −3.6%      | 65,117           | −4.1%      |
| 2010年（平成22年） | 99,775           | −1.3%      | 64,476           | −1.0%      |
| 2011年（平成23年） | 97,811           | −2.0%      | 62,838           | −2.5%      |
| 2012年（平成24年） | 104,434          | 6.8%       | 67,755           | 7.8%       |
| 2013年（平成25年） | 109,707          | 5.0%       | 71,301           | 5.2%       |
| 2014年（平成26年） | 111,482          | 1.6%       | 72,684           | 1.9%       |
| 2015年（平成27年） | 114,447          | 2.7%       | 74,879           | 3.0%       |
| 2016年（平成28年） | 115,907          | 1.3%       | 76,116           | 1.7%       |
| 2017年（平成29年） | 117,633          | 1.5%       | 77,999           | 2.5%       |
| 2018年（平成30年） | 118,402          | 0.7%       | 78,357           | 0.5%       |
| 2019年（令和元年） | 116,962          | −1.2%      | 77,984           | −0.5%      |
| 2020年（令和02年） | 68,400           | −41.5%     | 46,635           | −40.2%     |
| 2021年（令和03年） | 70,199           | 2.6%       | 48,578           | 4.2%       |
| 2022年（令和04年） | 81,621           | 16.3%      | 55,950           | 15.2%      |
| 2023年（令和05年） | 93,509           | 14.6%      | 64,794           | 15.8%      |
| 2024年（令和06年） | 100,057          | 7.0%       |                  |            |

### 年度別1日平均乗車人員（1956年 - 2000年）
| 年度               | 営団   | 営団     | 都営地下鉄 | 出典              |
| 年度               | 銀座線 | 半蔵門線 | 都営地下鉄 | 出典              |
| ------------------ | ------ | -------- | ---------- | ----------------- |
| 1956年（昭和31年） | 4,408  | 未 開 業 | 未 開 業   | [ 東京都統計 1 ]  |
| 1957年（昭和32年） | 4,393  | 未 開 業 | 未 開 業   | [ 東京都統計 2 ]  |
| 1958年（昭和33年） | 4,651  | 未 開 業 | 未 開 業   | [ 東京都統計 3 ]  |
| 1959年（昭和34年） | 6,907  | 未 開 業 | 未 開 業   | [ 東京都統計 4 ]  |
| 1960年（昭和35年） | 6,796  | 未 開 業 | 未 開 業   | [ 東京都統計 5 ]  |
| 1961年（昭和36年） | 8,706  | 未 開 業 | 未 開 業   | [ 東京都統計 6 ]  |
| 1962年（昭和37年） | 9,263  | 未 開 業 | 未 開 業   | [ 東京都統計 7 ]  |
| 1963年（昭和38年） | 10,342 | 未 開 業 | 未 開 業   | [ 東京都統計 8 ]  |
| 1964年（昭和39年） | 9,890  | 未 開 業 | 未 開 業   | [ 東京都統計 9 ]  |
| 1965年（昭和40年） | 10,085 | 未 開 業 | 未 開 業   | [ 東京都統計 10 ] |
| 1966年（昭和41年） | 9,888  | 未 開 業 | 未 開 業   | [ 東京都統計 11 ] |
| 1967年（昭和42年） | 10,234 | 未 開 業 | 未 開 業   | [ 東京都統計 12 ] |
| 1968年（昭和43年） | 11,139 | 未 開 業 | 未 開 業   | [ 東京都統計 13 ] |
| 1969年（昭和44年） | 12,481 | 未 開 業 | 未 開 業   | [ 東京都統計 14 ] |
| 1970年（昭和45年） | 13,532 | 未 開 業 | 未 開 業   | [ 東京都統計 15 ] |
| 1971年（昭和46年） | 14,694 | 未 開 業 | 未 開 業   | [ 東京都統計 16 ] |
| 1972年（昭和47年） | 15,578 | 未 開 業 | 未 開 業   | [ 東京都統計 17 ] |
| 1973年（昭和48年） | 15,397 | 未 開 業 | 未 開 業   | [ 東京都統計 18 ] |
| 1974年（昭和49年） | 15,959 | 未 開 業 | 未 開 業   | [ 東京都統計 19 ] |
| 1975年（昭和50年） | 15,500 | 未 開 業 | 未 開 業   | [ 東京都統計 20 ] |
| 1976年（昭和51年） | 15,425 | 未 開 業 | 未 開 業   | [ 東京都統計 21 ] |
| 1977年（昭和52年） | 16,329 | 未 開 業 | 未 開 業   | [ 東京都統計 22 ] |
| 1978年（昭和53年） | 17,534 | 2,066    | 未 開 業   | [ 東京都統計 23 ] |
| 1979年（昭和54年） | 20,350 | 2,781    | 未 開 業   | [ 東京都統計 24 ] |
| 1980年（昭和55年） | 22,137 | 3,805    | 未 開 業   | [ 東京都統計 25 ] |
| 1981年（昭和56年） | 22,715 | 3,984    | 未 開 業   | [ 東京都統計 26 ] |
| 1982年（昭和57年） | 22,564 | 4,323    | 未 開 業   | [ 東京都統計 27 ] |
| 1983年（昭和58年） | 22,926 | 4,836    | 未 開 業   | [ 東京都統計 28 ] |
| 1984年（昭和59年） | 23,759 | 5,567    | 未 開 業   | [ 東京都統計 29 ] |
| 1985年（昭和60年） | 25,093 | 6,153    | 未 開 業   | [ 東京都統計 30 ] |
| 1986年（昭和61年） | 25,534 | 6,940    | 未 開 業   | [ 東京都統計 31 ] |
| 1987年（昭和62年） | 25,014 | 7,227    | 未 開 業   | [ 東京都統計 32 ] |
| 1988年（昭和63年） | 24,584 | 7,923    | 未 開 業   | [ 東京都統計 33 ] |
| 1989年（平成元年） | 23,258 | 10,107   | 未 開 業   | [ 東京都統計 34 ] |
| 1990年（平成02年） | 23,795 | 11,011   | 未 開 業   | [ 東京都統計 35 ] |
| 1991年（平成03年） | 23,844 | 11,131   | 未 開 業   | [ 東京都統計 36 ] |
| 1992年（平成04年） | 23,452 | 11,534   | 未 開 業   | [ 東京都統計 37 ] |
| 1993年（平成05年） | 21,666 | 11,704   | 未 開 業   | [ 東京都統計 38 ] |
| 1994年（平成06年） | 20,586 | 11,493   | 未 開 業   | [ 東京都統計 39 ] |
| 1995年（平成07年） | 20,727 | 11,590   | 未 開 業   | [ 東京都統計 40 ] |
| 1996年（平成08年） | 20,732 | 11,573   | 未 開 業   | [ 東京都統計 41 ] |
| 1997年（平成09年） | 20,907 | 11,679   | 未 開 業   | [ 東京都統計 42 ] |
| 1998年（平成10年） | 20,926 | 11,934   | 未 開 業   | [ 東京都統計 43 ] |
| 1999年（平成11年） | 20,437 | 11,328   | 未 開 業   | [ 東京都統計 44 ] |
| 2000年（平成12年） | 21,584 | 11,814   | 14,718     | [ 東京都統計 45 ] |

### 年度別1日平均乗車人員（2001年以降）
近年の1日平均乗車人員の推移は下表の通り。
| 年度               | 営団 / 東京メトロ | 営団 / 東京メトロ | 都営地下鉄 | 出典              |
| 年度               | 銀座線            | 半蔵門線          | 都営地下鉄 | 出典              |
| ------------------ | ----------------- | ----------------- | ---------- | ----------------- |
| 2001年（平成13年） | 26,142            | 14,466            | 21,466     | [ 東京都統計 46 ] |
| 2002年（平成14年） | 26,888            | 15,759            | 24,551     | [ 東京都統計 47 ] |
| 2003年（平成15年） | 27,189            | 17,620            | 27,303     | [ 東京都統計 48 ] |
| 2004年（平成16年） | 26,953            | 17,942            | 28,375     | [ 東京都統計 49 ] |
| 2005年（平成17年） | 27,332            | 18,411            | 29,827     | [ 東京都統計 50 ] |
| 2006年（平成18年） | 28,203            | 19,118            | 31,438     | [ 東京都統計 51 ] |
| 2007年（平成19年） | 30,137            | 20,937            | 34,169     | [ 東京都統計 52 ] |
| 2008年（平成20年） | 26,337            | 24,885            | 33,727     | [ 東京都統計 53 ] |
| 2009年（平成21年） | 24,671            | 25,315            | 32,451     | [ 東京都統計 54 ] |
| 2010年（平成22年） | 24,077            | 25,205            | 32,229     | [ 東京都統計 55 ] |
| 2011年（平成23年） | 23,511            | 24,885            | 31,548     | [ 東京都統計 56 ] |
| 2012年（平成24年） | 25,115            | 26,581            | 33,997     | [ 東京都統計 57 ] |
| 2013年（平成25年） | 25,115            | 28,570            | 35,856     | [ 東京都統計 58 ] |
| 2014年（平成26年） | 26,364            | 28,928            | 36,503     | [ 東京都統計 59 ] |
| 2015年（平成27年） | 26,932            | 29,743            | 37,653     | [ 東京都統計 60 ] |
| 2016年（平成28年） | 27,329            | 30,151            | 37,884     | [ 東京都統計 61 ] |
| 2017年（平成29年） | 27,890            | 30,529            | 39,175     | [ 東京都統計 62 ] |
| 2018年（平成30年） | 27,995            | 30,923            | 39,293     | [ 東京都統計 63 ] |
| 2019年（令和元年） | 27,702            | 30,391            | 39,128     | [ 東京都統計 64 ] |
| 2020年（令和02年） |                   |                   | 23,374     |                   |
| 2021年（令和03年） |                   |                   | 24,456     |                   |
| 2022年（令和04年） |                   |                   | 28,248     |                   |
| 2023年（令和05年） |                   |                   | 32,744     |                   |

|;備考
1. ↑  1978年8月1日開業。開業日から翌年3月31日までの計212日間を集計したデータ。
2. ↑  2000年12月12日開業。開業日から翌年3月31日までの計110日間を集計したデータ。

## 駅周辺

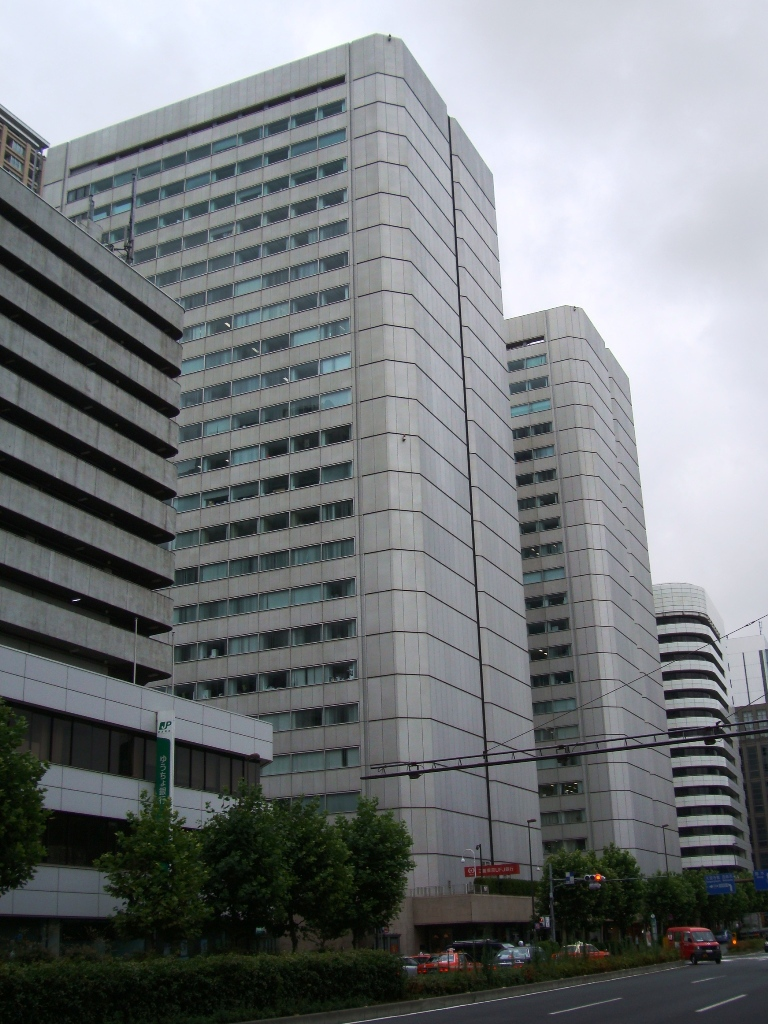
新青山ビル

- 東宮御所（赤坂御用地）
- 明治神宮外苑
  - 聖徳記念絵画館
  - 明治記念館
  - 明治神宮野球場
  - 秩父宮ラグビー場
- 青山霊園
- 青山公園北地区
- パークアクシス青山一丁目タワー
  - 港区立赤坂図書館
- 港区役所赤坂地区総合支所
  - 港区赤坂区民センター
  - みなと保健所保健サービスセンター
- 赤坂警察署
- ドイツ文化会館
- 駐日ドイツ大使館
- 駐日カナダ大使館
- 駐日イラク大使館
- 駐日カンボジア王国大使館
- 駐日レソト大使館
- 東京都立青山特別支援学校
- 港区立青山小学校
- 港区立青山中学校
- 赤坂郵便局
  - ゆうちょ銀行赤坂店
- 高橋是清翁記念公園
- 草月ホール（草月会館）
  - いけばな草月流の一般財団法人草月会本部
- 青山ビル
- 新青山ビル（青山ツインタワー）
  - NHK文化センター本社・青山教室
  - アイプラネット本社
- 青山タワープレイス
- 帝国データバンク本社
- ユニマットホールディング本社
- 伊藤忠商事東京本社
- 東京都道319号環状三号線（外苑東通り）
- 国道246号（青山通り）

## バス路線
最寄りのバス停留所は、外苑東通り上に位置する青山一丁目駅前停留所である。都営バスおよびちぃばすの下記路線が乗り入れる。
- 都営バス
  - 品97：新宿駅西口行 / 品川駅高輪口行

- フジエクスプレス
  - ちぃばす赤坂ルート：六本木駅前・六本木ヒルズ方面 / 赤坂駅前方面
  - ちぃばす青山ルート：赤坂見附駅方面 / 表参道駅・六本木ヒルズ方面

2000年（平成12年）12月11日までは、都営バスの田70系統および茶81系統が青山一丁目駅前停留所に乗り入れており、また、田70系統には青山一丁目駅南口停留所が外苑東通り上に存在した。現在も外苑東通り上（ちぃばす赤坂ルート・南青山一丁目停留所と同地点）に劇場バス（劇04系統）の青山一丁目駅前停留所（降車専用）が存在する。また、2011年（平成23年）11月30日まで青山通り上に存在した青山停留所も当駅から近く、こちらは楽々エクスプレスが乗り入れていた。

## 隣の駅
東京地下鉄（東京メトロ）
 銀座線
外苑前駅 (G 03) - 青山一丁目駅 (G 04) - 赤坂見附駅 (G 05)
 半蔵門線
表参道駅 (Z 02) - 青山一丁目駅 (Z 03) - 永田町駅 (Z 04)
東京都交通局（都営地下鉄）
 都営大江戸線
六本木駅 (E 23) - 青山一丁目駅 (E 24) - 国立競技場駅 (E 25)